# SN 2007va
SN 2007va – supernowa typu IIn odkryta 8 sierpnia 2007 roku w galaktyce A142623+3535. Jej jasność pozostaje nieznana.